# I'm with Her
I'm with Her foi uma sitcom norte americana que teve apenas uma temporada (2003-2004) na ABC.
A história é sobre Alex Young, uma popular actriz de cinema e do namorado Patrick Owen, um professor do ensino secundário.